# Фелим Макхью О’Коннор
Фелим МакХью О’Коннор (Фейдлимид мак Эйд О Конхобайр) (ирл. Feidhlimid mac Aedh Ó Conchobair; 1293 — 10 августа 1316) — король Коннахта из династии О’Коннор (январь 1310 — 10 августа 1316). Начало его правления ознаменовалось возрождением древней формы инаугурации королей Коннахта. Его правление происходило на фоне восстановления гэльского языка после англо-нормандского вторжения и военной кампании Эдварда Брюса . Он был последним королем Коннахта, который действительно обладал властью над всей провинцией, и его смерть остановила успехи, достигнутые его королевством после вторжения англо-норманнов. Его приемный отец Маэлруанид Мак Диармата, король Маг Лурга, сыграл важную роль в его правлении.
Фелим О’Коннор был убит во второй битве при Атенрае с англичанами. Он находился большой ирландской армии, которая насчитывала не менее двух с половиной тысяч человек, в основном из Коннахта, а также отрядов союзников из Манстера, Брейфне, Миде и Ольстера. Его сын, Эйд Конхобайр (Хью О’Коннор), позже стал королем Коннахта (1350—1351, 1353, 1356—1368), как и его внук, Тойрделбах Конхобайр (Турлоу О’Коннор) в 1384—1426 годах.

## Биография и правление
Его отец, Эйд Уа Конхобайр, король Коннахта (1293—1309), был убит в битве при Койл-ан-Клохейн Эйдом Брейфнехом Уа Конхобайром, занимавшим престол Коннахта в 1309—1310 годах. Впоследствии «три туата», то есть три подчиненных королевства Коннахта, были подчинены Эйду Брейфнеху. Однако Маэлруанид Мак Диармата, король Мага Луирга, вместе с Фейдлимидом, своим приемным сыном, отправился в Сил Мюррей с армией, чтобы гарантировать, что любые соглашения, заключенные Эйдом Брейфнехом с вождями и подчиненными королями Коннахта, не будут ратифицированы. Вместо этого демонстрация силы его приемным отцом заставила Сила Мюррея и его вождей подчиниться Фейдлимиду, и они вступили в союз с Уильямом Бёрком из династии Берк . В следующем году Эйд Брейфнех принял ответные меры в «Raid of the Burning» в Клогере, убив многих из родственников Мак Диарматы, включая женщин и детей. Проблемы Фейдлимида с Эйдом Брейфнехом внезапно прекратились вскоре после того, как он в 1310 году был убит служившим ему капитаном наемников по имени Сеонак Мак Уидили в ходе заговора, организованного Уильямом Бёрком.
Узнав о его кончине, Берк и Мак Диармата отомстили тем, кто поддерживал Эйда Брейфнеха, совершив набеги на Коннахт. Однако вскоре между бывшими союзниками, и и Уильям Берк укрепил свое господство над Силом Мюрреем, расквартировав свои силы по всему району. Именно в ответ на это в 1310 году Фелим О’Коннор был назначен королем Коннахта при поддержке своего приемного отца, как объясняется в Анналах Коннахта.
В 1311 году он совершил набег на своих соперников из клана Муртаг О’Конор, убив несколько человек. В 1315 году Фелим О’Коннор двинулся в рядах армии Ричарда Ога де Бурга, 2-го графа Ольстера, против войск Эдварда Брюса в Ольстере, опустошающих землю на своем пути. Эдвард Брюс тайно отправил к Фелиму О’Коннору гонцов, предлагая ему все древнее королевство Коннахт без разделения, если он признает Брюса верховным королем Ирландии и будет сражаться вместе с ним, на что О’Коннор согласился. Именно в это время Руайдри (Рори), сын Катала Руада (Катал Роу) О’Коннор, соперник Фелима О’Коннора и претендента на коннахтский трон, также прибыл к Эдварду Брюсу, подчиняясь ему и пообещав изгнать англичан из Коннахта, на что Брюс согласился при условии, что Руайдри воздержится от нападения на Фелима О’Коннора. Однако Руайдри, разграбив многие английские владения в Коннахте, стал королем, требуя, чтобы Мак Диармата признал его, в чем было отказано. Фелим О’Коннор, узнав об этом, поспешил обратно в Коннахт, подвергаясь нападению союзников Руайдри, пока его отряд не потерпел поражение в современном графстве Лонгфорд.
После этого поражения Фелим О’Коннор выглядит удрученным, увольняя вождей и подчиненных королей, которые все еще следовали за ним, и советовал им подчиниться Руайдри, а не терять отношения с ним. Он вернулся к своему бывшему союзнику Уильяму Бёрку, надеясь на его поддержку, но Берк вместо этого искал мира с Руайдри, чтобы вернуть свои земли в Коннахте. Вместо этого он объединился с некоторыми родственниками, которые совершали набеги на клан Муртага О’Коннора, и его приемный отец Мак Диармата убил Конхобара Руада, сына Эйда Брефнеха, и принес большую добычу обратно О’Коннору в Лейни. Вскоре после того, как они были вынуждены бежать, Руайдри возглавил армию против них и назначил своего союзника Диармаита Галла Мак Диармата королем Маг Луирга в противовес приемному отцу Фейдлимида. В поисках союзников они подчинились англичанам Западного Коннахта и в следующем году при их поддержке двинулись на Руайдри, победили его и убили в битве при Тохаре. Вместе с ним погитб Диармайт Галл, а Маэлруанид мак Диармата был ранен в бою.
Впоследствии Фелим О’Коннор вернул себе королевский титул и обратился против своих бывших союзников, англичан из Западного Коннахта, убив многих рыцарей и собрав большую армию, состоящую из его собственных войск из Коннахта, а также отрядов Западного Коннахта, Томонда, Брейфне и Мита, чтобы противостоять Уильяму Берку и другим галлам (иностранцам) Коннахта. Они встречаются в вторая битва при Атенрае, где ирландские войска были разбиты, а 23-летний король Коннахта Фелим О’Коннор убит, описанный в Анналах Коннахта как  «имеющий право стать королем Ирландии».

## Последствия смерти
Ему наследовал Руайдри на Фед мак Доноу Уа Конхобайр (1316), сын Доннхада и внук Эогана мак Руайдри, который занимал трон три месяца и был свергнут Мак Диарматом. В 1317 году новым королем Коннахта был объявлен Тойрделбах Уа Конхобайр (1317—1318, 1324—1342, 1343—1345), младший брат Фелима мак Эйда Уа Конхобайра.